# الكفرة للطيران
الكفرة للطيران هي أحد شركات الطيران العاملة في ليبيا في مجال التدريب علي الطيران والنقل الخفيف للبضائع، حيث قامت بافتتاح مركز لتدريب الطلبة علي قيادة الطائرات. وتمتلك هذه الشركة طائرتان من نوع CESSNA 172R وطائرة JETSTREAM 3200 التي تستخدم للنقل الخفيف ورجال الأعمال.
قامت بتخريج الدفعة الأولى PPL في سنة 2009، وفي سنة 2010 قامت بتخريج الدفعة الثانية PPL.